# Aníbal Cernige
Aníbal Cernige (antes de 1494 - depois de 1531), foi um nobre, militar e fidalgo da Casa Real português , filho do mercador e fidalgo Jerónimo Cernige. Nasceu, possivelmente na Madeira, antes de 1494, filho do mercador e banqueiro florentino, depois naturalizado português, Jerónimo Cernige. Em 1510, na Armada de Diogo Mendes de Vasconcelos, saiu a 12 de março de Lisboa, na nau de seu pai. Em 1512, pessoalmente comanda a nau, aquando a recaptura de Goa. 
A 24 de fevereiro de 1527, foi testemunha de casamento de Helena Corbinelli, no mosteiro de Odivelas, tal como o seu pai, Jerónimo, Francisco Cernige e Giovanni Morelli.
No ano seguinte, em março de 1528, D. João III nomeou Aníbal Cernige a Capitão-Mor da Armada de Maluco a 3 anos de serviço e 100.000 reais de ordenado. Nesse mesmo ano, a 13 de abril, sai de Lisboa juntamente com Gonçalo Pereira na nau de Nuno da Cunha (nau Castelo).  Chegado à Índia, em maio do ano seguinte, parte de Cochim em direção às ilhas de Maluco. Atingem Ternate em Outubro de 1529. 
Depois de chegado a Malaca, dirige-se para as Ilhas de Banda, em Agosto de 1530.  Após o assassinato do seu cunhado, este dirige-se novamente a Malaca.